# NGC 6703
NGC 6703 (другие обозначения — PGC 62409, UGC 11356, MCG 8-34-20, ZWG 255.14) — галактика в созвездии Лира.
Этот объект входит в число перечисленных в оригинальной редакции «Нового общего каталога».